# 赫米利 (羅基特涅區)
51°28′41″N 27°21′26″E / 51.47806°N 27.35722°E
赫米利（烏克蘭語：Хміль），是烏克蘭西北部的村莊，隸屬里夫內州的薩爾內區。該村始建於1906年，面積45.8平方公里，海拔高度154米，2001年人口858，人口密度每平方公里18.7人。